# DiscReet Records
DiscReet Records war ein US-amerikanisches Musiklabel, das von dem Komponisten und Rockmusiker Frank Zappa und dessen Manager Herb Cohen im Jahr 1972 gegründet wurde. Unter dem Dach von Warner Bros. Records erschien bis zum Jahr 1979 neben sämtlichen Produktionen von Frank Zappa und den Mothers of Invention auch Material anderer Künstler, unter anderem von Ted Nugent und Tim Buckley.

## Geschichte
Zappa und Cohen hatten DiscReet Records im Jahr 1972 gegründet. Anlass war das im Frühjahr 1973 bevorstehende Auslaufen des Vertrages zwischen Warner und Bizarre/Straight. Das neue Unternehmen hatte seinen Sitz am Sunset Boulevard in Los Angeles. Zappa, Cohen und ihr neuer Geschäftspartner Zach Glickman schlossen einen Vertrag mit Warner Bros. Records, die den weltweiten Vertrieb der DiscReet-Produktionen übernahmen.
Die erste Veröffentlichung auf dem neuen Label war das Mothers-Album Over-Nite Sensation, welches am 7. September 1973 auf den Markt kam. Das Album kletterte in der Billboard-Hitparade bis auf Platz 32 empor und brachte Zappa und den Mothers ihre erste Goldene Schallplatte ein. Beflügelt von diesem Erfolg, veröffentlichte Zappa bereits Ende März 1974 sein nächstes Album. Apostrophe (’) wurde von Warner intensiv beworben, das Album erreichte in der Hitparade des „Cash Box“-Magazins den 18. Platz, in den Billboard-Charts schaffte es sogar den Sprung in die Top 10 – auch dieses Album wurde „vergoldet“. Die im Herbst des Jahres ausgekoppelte Single „Don’t Eat The Yellow Snow“/„Cosmik Debris“ – das Stück wurde dafür im Vergleich zur LP-Version gekürzt und neu abgemischt – erreichte Platz 86 der Hitparade.
In der Anfangsphase schienen auch andere Produktionen des Labels von Erfolg gekrönt zu sein. Von der Country-Rock-Sängerin Kathy Dalton, auf deren Aufnahmen auch Lowell George von Little Feat zu hören ist, waren 1974 zunächst zwei Singles veröffentlicht worden. Die zweite – „Boogie Bands And One Night Stands“ – platzierte sich auf Rang 72 der Billboard-Charts. Cohen hatte neben dem experimentellen Singer-Songwriter Tim Buckley, der bereits Platten auf Zappas Straight-Label veröffentlicht hatte, eine Reihe weiterer Künstler für DiscReet Records verpflichtet: die Hard-Rock-Band Whiz Kids, den Popsänger Keith, der mit „98.6“ im Jahr 1967 eine Top-10-Hitsingle hatte, die ehemalige Sängerin von Black Oak Arkansas, Brenda Patterson, den im Southern Rock anzusiedelnden Singer-Songwriter Denis Bryant (heute Bryant Sterling), Christopher Bond, die Rockband Growl sowie Ted Nugent und seine Band The Amboy Dukes.
Zappa war mit Cohens künstlerischer Personalpolitik nicht einverstanden. Wie sein Biograph Barry Miles schrieb, hatte er „das Gefühl, die Kontrolle über DiscReet verloren zu haben“.(S. 291) In der Folge schloss Zappa einen eigenen Vertrag mit Warner ab. Er wollte, dass sein nächstes Album One Size Fits All dort erschien, und nicht bei DiscReet. Dieses führte nicht nur zu Verzögerungen beim Ausliefern der Platte, das interne Zerwürfnis war damit offenkundig. Zappa entließ Cohen im Mai 1976. Der sich daraus ergebende Rechtsstreit zog sich bis zum Jahr 1982 hin und hatte für Zappa weitreichende Folgen. Bis zum Abschluss des Prozesses konnte er nicht auf seine bei DiscReet lagernden Film- und Tonbandarchive zugreifen, praktisch sein gesamtes Geldvermögen war eingefroren, den Bandnamen The Mothers of Invention durfte er einstweilen nicht mehr benutzen, und auch die Auslieferung des Albums  Zoot Allures  wurde verzögert.
Mit Beginn der Auseinandersetzungen erschienen auf DiscReet ausschließlich noch Alben von Zappa und den Mothers of Invention, aber keine weiteren Produktionen anderer Künstler. Nach der Veröffentlichung des Albums Orchestral Favorites im Mai 1979 stellte das Label seine Arbeit ein.